# Magyar Talajtani Társaság
A Magyar Talajtani Társaság önálló, társuláson alapuló társadalmi, szakmai, érdekvédelmi szervezet.

## Története
A talajkutatók szakmai tevékenységének alkalmanként otthont adott a Magyarhoni Földtani Társulat, a Gazdatisztek Egyesülete, a Természettudományi Társulat és a Földtani Intézet. Ezek az alkalmi összejövetelek vezettek először a Magyar Agrártudományi Egyesület létrejöttéhez, melynek első szakosztályaként 1952-ben alakult meg a Talajtani és Agrokémiai Szakosztály. Az Egyesület szakosztályai közül elsőként vette fel a társaság elnevezést a Magyar Talajtani Társaság 1957-ben.

## Célkitűzése
A talajtan és rokontudományai művelésével foglalkozó szakemberek összefogása. A talajtani tudományok bemutatása (művelése), terjesztése és az érdekeltek tudományos és gyakorlati továbbképzésének segítése. A talajtani kutatásokhoz kapcsolódó kulturális örökség ápolása, megőrzésének elősegítése. A talajtani tudományt művelők szakmai és közösségi érdekeinek képviselete és védelme. A tagok kezdeményezésének, javaslatainak megvitatása, esetenként továbbítása a rendelkezésre álló csatornákon a döntési szervekhez.

## Szakosztályai
- Oktatási és Ismeretterjesztési Szakosztály
- Talajásványtani Szakosztály
- Talajbiológia Szakosztály
- Talajfizika Szakosztály
- Talajgenetikai és Talajtérképezési Szakosztály
- Talajkémiai Szakosztály
- Talajszennyezettségi Szakosztály
- Talajtechnológiai Szakosztály
- Talajtermékenység, Tápanyag-gazdálkodás Szakosztály
- Talajvédelmi Szakosztály

## Szervezete
- Elnök: Tóth Tibor
- Elnökhelyettes: Szabóné Kele Gabriella
- Titkár: Bakacsi Zsófia
- Szervezőtitkár: László Péter
- Szervezőtitkár: Pirkó Béla
- Kincstárnok: Fuchs Márta
- Honlap szerkesztő (megbízott): Koós Sándor
- Örökös elnök: Stefanovits Pál
- Tiszteletbeli elnök: Várallyay György

## Díjak
A Társaság által alapított díjakat a szakosztályok vezetői jelölik. A díjak odaítéléséről a Társaság vezetősége dönt, az elismeréseket a kétévenként tartandó vándorgyűlésen adják át.

### Kreybig Lajos-díj
A Kreybig Lajos-díjjal Társaság által fiatal (35 évesnél fiatalabb) kutatók talajtan és kapcsolódó területein végzett kiemelkedő színvonalú munkáját ismeri el.

#### Díjazottak
- 2018: Horváth Adrienn

### Egerszegi Sándor-díj
Az Egerszegi Sándor-díjjal a Társaság a tápanyag-gazdálkodás, talajvédelem, agrár-környezetgazdálkodás, szaktanácsadás területén dolgozó gyakorlati szakemberek munkáját ismeri el. A  díjazott tevékenysége  jelentős hatást fejt ki a gazdálkodók szemléletére, hozzájárulva a talajok mennyiségi és minőségi védelméhez.

#### Díjazottak
- 2018: Dvoracsek Miklós

### ’Sigmond Elek-díj
A Sigmond Elek-díjjal a Társaság a talajtan területén az egyetemi, kutató szférában tevékenykedő, oktató tevékenységet végző szakembereket jutalmazzák. Az elismerést olyan személy kaphatja, aki tudatformálásával, magas színvonalú előadásokkal, jegyzetek és könyvek megjelentetésével vívta ki a szakma elismerését.

#### Díjazottak
- 2018: Dobos Endre

### Stefanovits Pál-emlékdíj
Az életműdíjat a Stefanovits család javaslatára, a tudós születésének 100. évfordulója alkalmából 2020-ban  alapította a MTA Agrártudományok Osztálya, a Magyar Agrár- és Élettudományi Egyetem és Magyar Talajtani Társaság. A díjat kezelő kuratórium a talajtan szakmai közösségének javaslata alapján évenként ítél oda kiemelkedő szakembereknek.  